# Войцехув (гміна Ґомуніце)
Войцехув (пол. Wojciechów) — село в Польщі, у гміні Ґомуниці Радомщанського повіту Лодзинського воєводства.
У 1975-1998 роках село належало до Пйотрковського воєводства.